# Hemer
Hemer je město v Německu, v Severním Porýní-Vestfálsku. Leží zhruba uprostřed této spolkové země, nedaleko Rúru a dnes má přibližně 37 tisíc obyvatel.

## Historie
Z výzkumu mohyl je známo, že okolo roku 1250 před naším letopočtem už byla oblast obydlena pastevci a zemědělci doby bronzové. Také zde byly nalezeny hroby Merovejských Franků z doby okolo roku 650.
První písemná zmínka pochází z roku 1072, kdy je Hemer zmiňován pod starším jménem Hademare Annem II., kolínským biskupem.

### Rodáci
- Friedrich Leopold Woeste (1807–1878), jazykovědec
- Willibrord Benzler (1853–1921), biskup
- Hans Prinzhorn (1886–1933), psychiatr a umělecký historik
- Wolfgang Becker (1954–2024), režisér
- Thomas Schäfer (1966–2020), politik

## Pamětihodnosti
- Felsenmeermuseum
- Hrad Klusenstein
- Kostel sv. Štěpána - nejstarší kostel ve městě
- Barokní kostel sv. Petra a Pavla s panským domem
- Vila Prinz
- Kostel sv. Bonifáce
- Christuskirche
- Kreuzkirche
- Stará radnice - do roku 1975 sídlo místní samosprávy
- Christkönig-Kirche
- Sundwigský mlýn

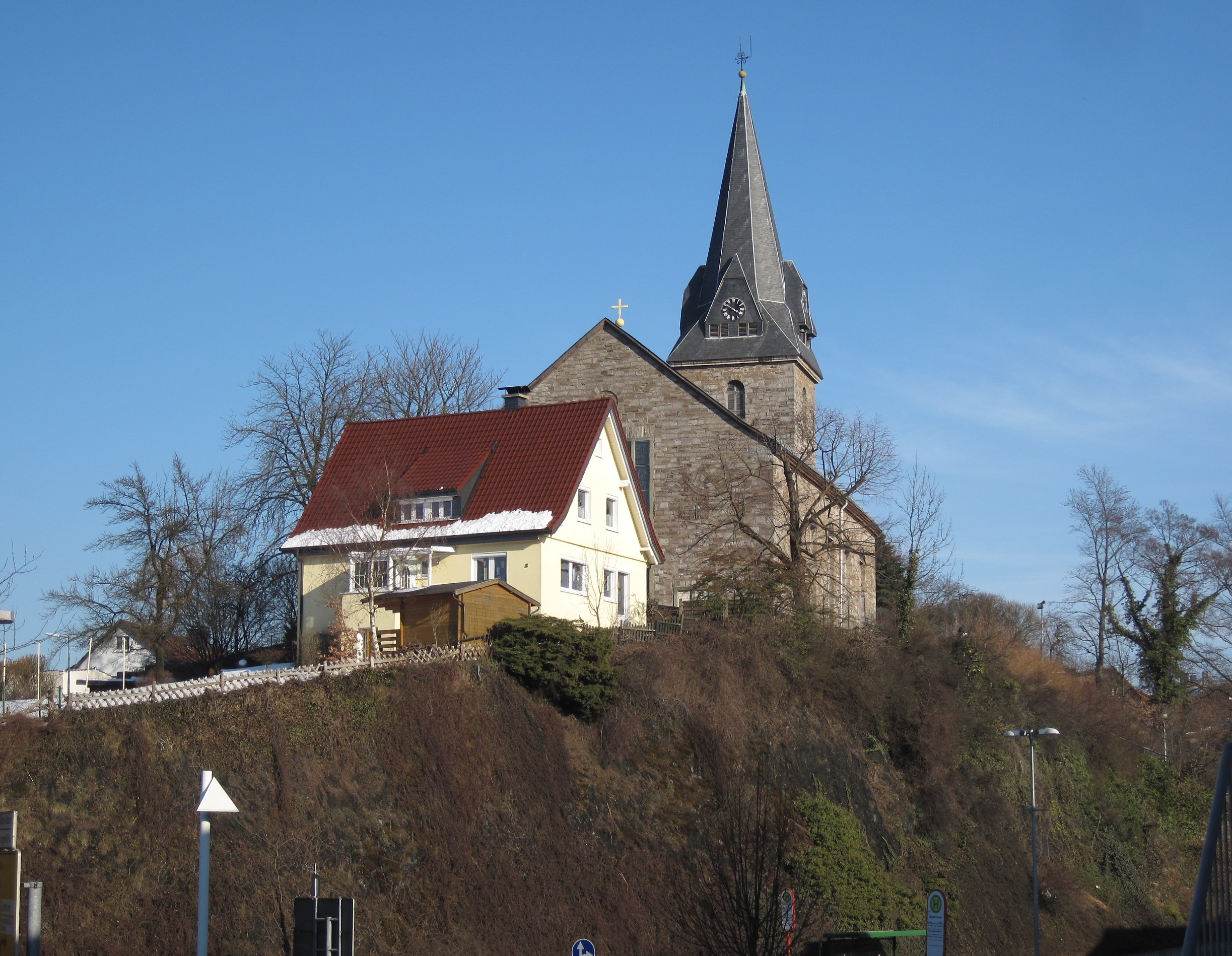
Ebbergkirche
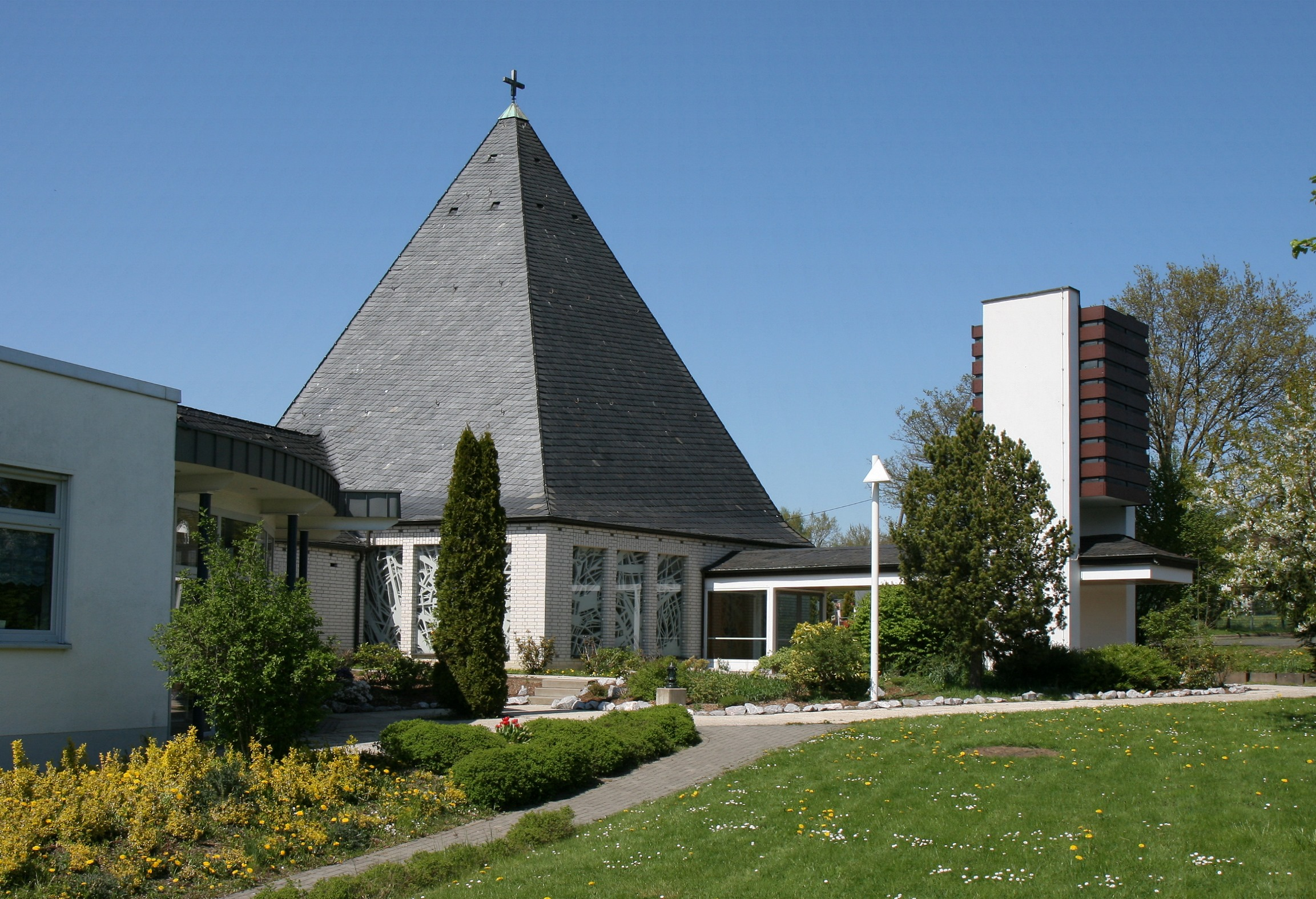
Kreuzkirche
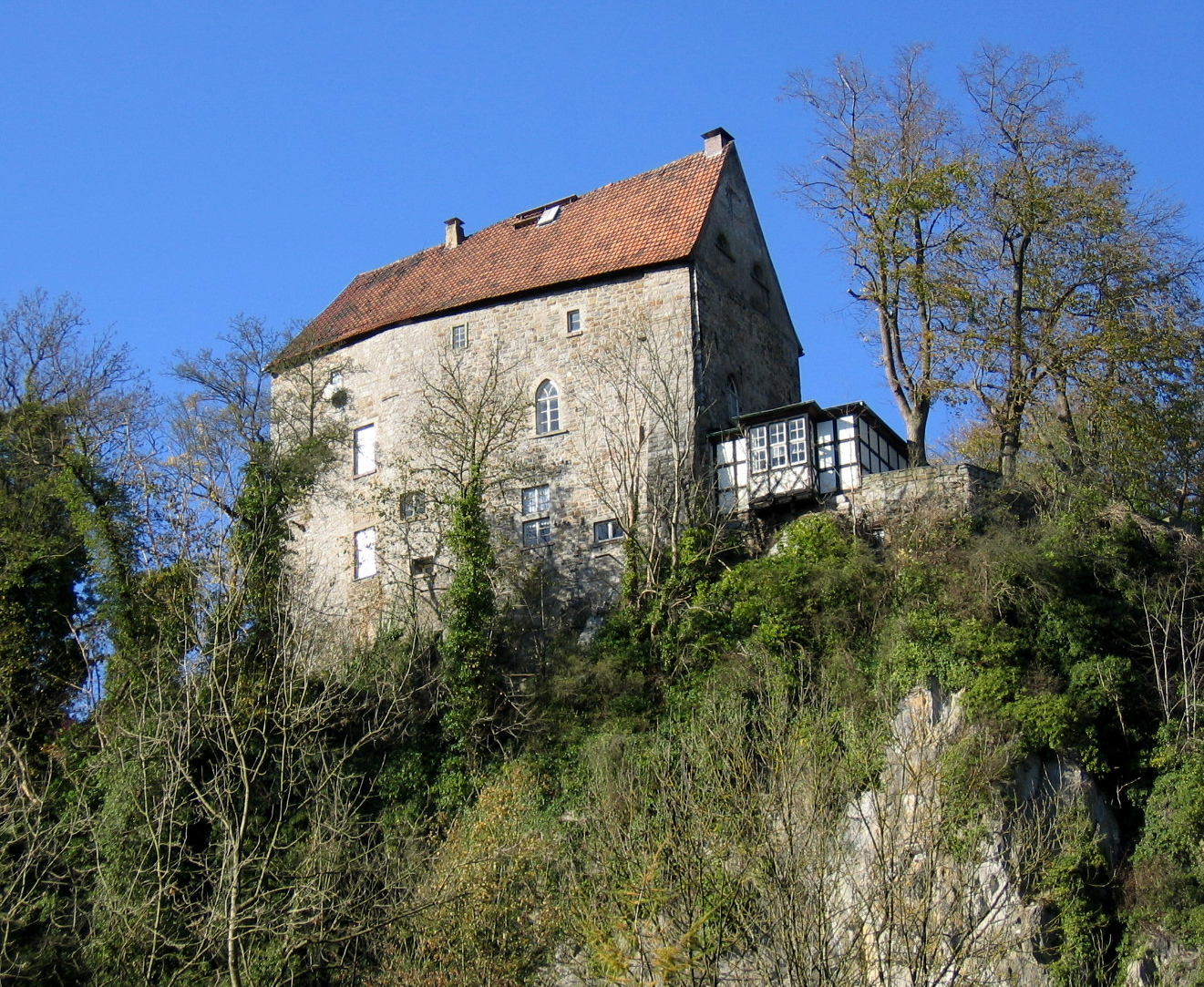
Hrad Klusenstein
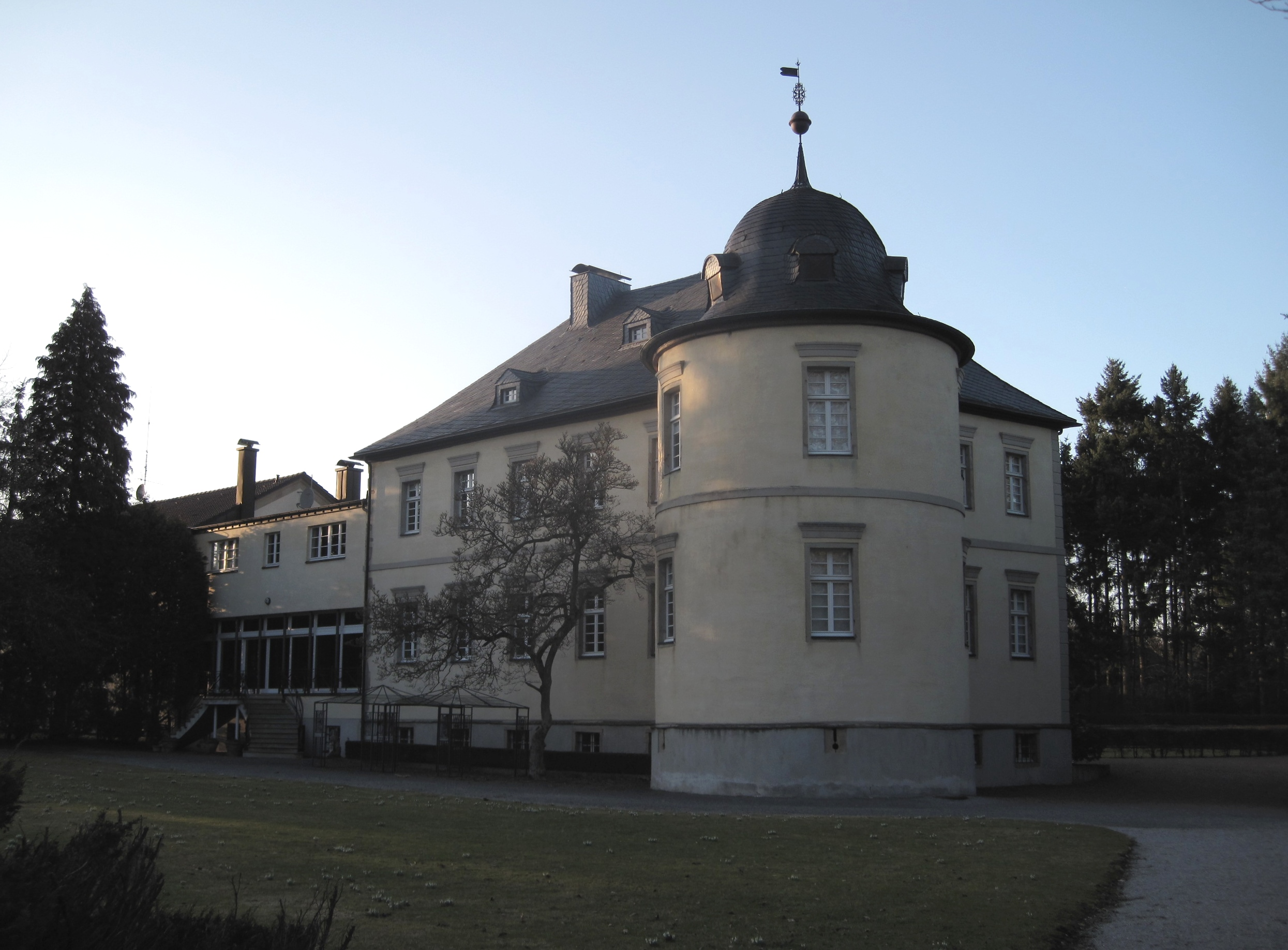
Edelburg
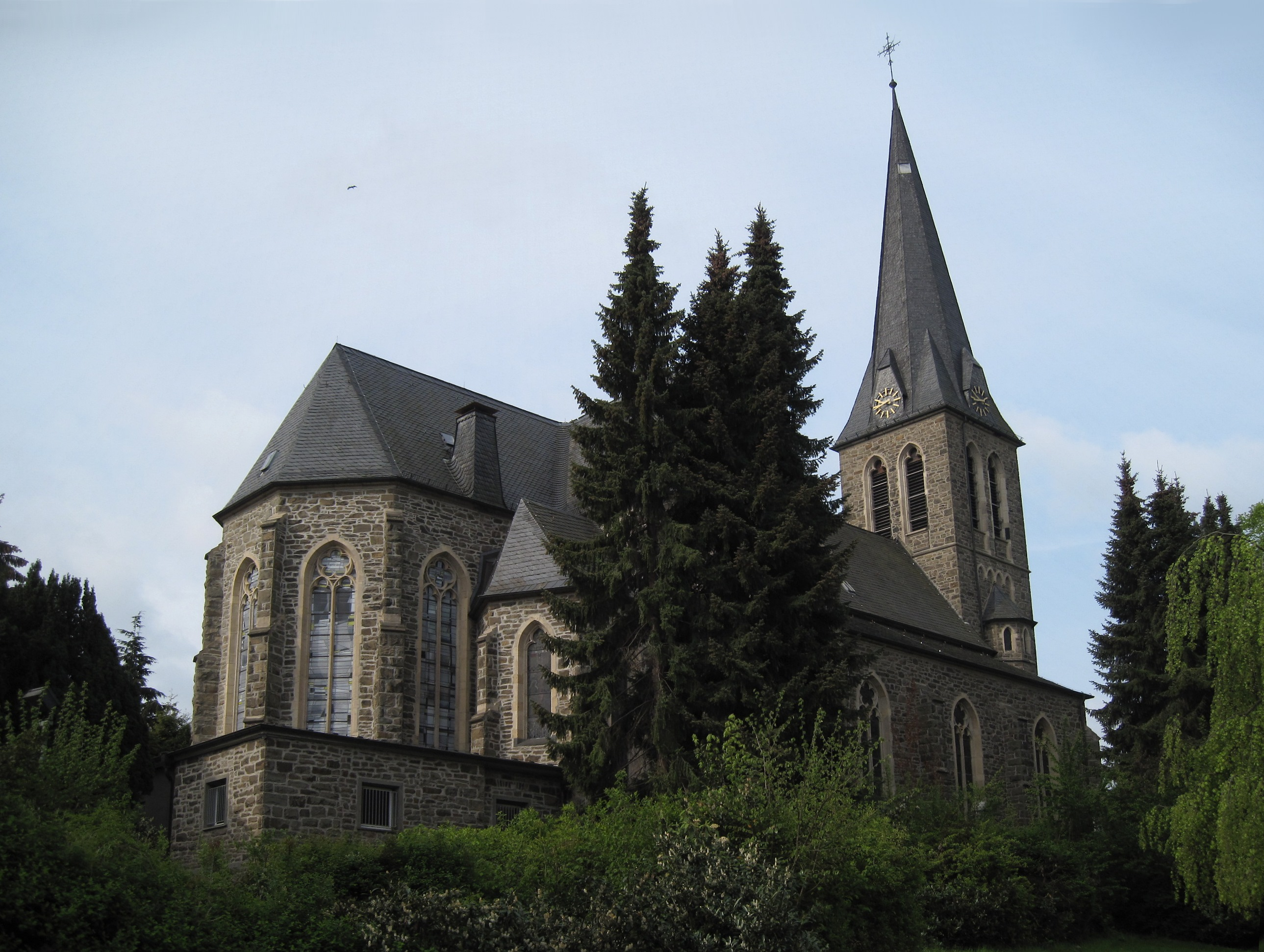
Bývalý kostel sv. Víta
- panské sídlo Edelburg

- Ebbergkirche
- Kreuzkirche
- Hrad Klusenstein
- Edelburg
- Kostel sv. Bonifáce